# Zarzecze (zniesiona osada leśna)
Zarzecze – była osada leśna w Polsce, w województwie lubelskim, w powiecie chełmskim, w gminie Chełm. 
W latach 1975–1998 osada administracyjnie należała do województwa chełmskiego.
Zlikwidowana z dniem 01.01.2019.